# Pingshan Open
Il Pingshan Open, noto nelle prime tre stagioni come Gemdale ATP Challenger, è un torneo professionistico di tennis giocato su campi in cemento. Faceva parte dell'ATP Challenger Tour maschile e dell'ITF Women's Circuit femminile. Si giocava annualmente dal 2014 allo Shenzhen International Tennis Center di Pingshan, distretto amministrato dalla municipalità di Shenzhen, in Cina.

## Albo d'oro

### Singolare maschile
| Anno | Campione                                      | Finalista                                     | Punteggio                                     |
| ---- | --------------------------------------------- | --------------------------------------------- | --------------------------------------------- |
| 2020 | Torneo cancellato per la pandemia di COVID-19 | Torneo cancellato per la pandemia di COVID-19 | Torneo cancellato per la pandemia di COVID-19 |
| 2019 | Marcos Baghdatis                              | Stefano Napolitano                            | 6–2, 3–6, 6–4                                 |
| 2018 | Il'ja Ivaška                                  | Zhang Ze                                      | 6–4, 6–2                                      |
| 2017 | Yūichi Sugita                                 | Blaž Kavčič                                   | 7–6(6), 6–4                                   |
| 2016 | Dudi Sela                                     | Wu Di                                         | 6–4, 6–3                                      |
| 2015 | Blaž Kavčič                                   | André Ghem                                    | 7–5, 6–4                                      |
| 2014 | Gilles Müller                                 | Lukáš Lacko                                   | 7–6(4), 6–3                                   |

### Singolare femminile
| Year | Campionessa                                   | Finalista                                     | Punteggio                                     |
| ---- | --------------------------------------------- | --------------------------------------------- | --------------------------------------------- |
| 2020 | Torneo cancellato per la pandemia di COVID-19 | Torneo cancellato per la pandemia di COVID-19 | Torneo cancellato per la pandemia di COVID-19 |
| 2019 | Clara Tauson                                  | Liu Fangzhou                                  | 6–4, 6–3                                      |
| 2018 | Viktória Kužmová                              | Anna Kalinskaja                               | 7–5, 6–3                                      |
| 2017 | Ekaterina Aleksandrova                        | Aryna Sabalenka                               | 6–2, 7–5                                      |
| 2016 | Wang Qiang                                    | Mayo Hibi                                     | 6–2, 6–0                                      |
| 2015 | Hsieh Su-wei                                  | Yang Zhaoxuan                                 | 6–2, 6–2                                      |

### Doppio maschile
| Anno | Campioni                                      | Finalisti                                     | Punteggio                                     |
| ---- | --------------------------------------------- | --------------------------------------------- | --------------------------------------------- |
| 2020 | Torneo cancellato per la pandemia di COVID-19 | Torneo cancellato per la pandemia di COVID-19 | Torneo cancellato per la pandemia di COVID-19 |
| 2019 | Hsieh Cheng-peng (2) Christopher Rungkat      | Li Zhe Gonçalo Oliveira                       | 6–4, 3–6, [10–6]                              |
| 2018 | Hsieh Cheng-peng (1) Rameez Junaid            | Denys Molčanov Igor Zelenay                   | 7–6(3), 6–3                                   |
| 2017 | Sanchai Ratiwatana Sonchat Ratiwatana         | Hsieh Cheng-peng Christopher Rungkat          | 6–2, 6(5)–7, [10–6]                           |
| 2016 | Luke Saville Jordan Thompson                  | Saketh Myneni Jeevan Nedunchezhiyan           | 3–6, 6–4, [12–10]                             |
| 2015 | Gero Kretschmer Alexander Satschko            | Saketh Myneni Divij Sharan                    | 6–1, 3–6, [10–2]                              |
| 2014 | Samuel Groth Chris Guccione                   | Dominik Meffert Tim Pütz                      | 6–3, 7–6(5)                                   |

### Doppio femminile
| Year | Campionesse                                   | Finaliste                                     | Punteggio                                     |
| ---- | --------------------------------------------- | --------------------------------------------- | --------------------------------------------- |
| 2020 | Torneo cancellato per la pandemia di COVID-19 | Torneo cancellato per la pandemia di COVID-19 | Torneo cancellato per la pandemia di COVID-19 |
| 2019 | Liang En-shuo Xun Fangying                    | Hiroko Kuwata Sabina Sharipova                | 6–4, 6–1                                      |
| 2018 | Anna Kalinskaja Viktória Kužmová              | Danka Kovinić Wang Xinyu                      | 6–4, 1–6, [10–7]                              |
| 2017 | Ljudmyla Kičenok Nadija Kičenok               | Eri Hozumi Valerija Savinych                  | 6–4, 6–4                                      |
| 2016 | Shūko Aoyama Makoto Ninomiya                  | Liang Chen Wang Yafan                         | 7–6(5), 6–4                                   |
| 2015 | Noppawan Lertcheewakarn Lu Jiajing            | Han Na-lae Jang Su-jeong                      | 6–4, 7–5                                      |